# Дронфилд
Дронфилд (англ. Dronfield) — город в Англии, в северо-восточном Дербишире. Расположен в долине реки Дрон, между Шеффилдом и Честерфилдом. Население — 21 261 человек.

## История
Впервые город упоминается в 1086 году в Книге страшного суда.
В 1135 году в Дронфилде была возведена церковь во имя Иоанна Крестителя, закрытая во времена тюдоровской секуляризационной политики.
На протяжении XVI века Дронфилд являлся городом с развитой шерстяной торговлей, помимо этого было популярно ткацкое производство. Развивались также мыловарение и кожевенное дело.
В 1662 году король Карл II предоставил городу право на проведение ярмарок, но в XVIII веке из-за близости более крупных Шеффилда и Честерфилда данная традиция пережила упадок, возобновившись только в наши дни.
Кроме того, Дронфилд рос и за счет увеличения добычи угля, а также из-за развития сталелитейной промышленности в окрестностях города в XIX веке.
Дополнительные вливания в местную казну осуществлялись за счет спонсирования различными меценатами — в частности, представителями семьи Ротерэмов, сделавшей свое состояние на торговле свинцом.
Местный сталелитейный завод в течение XIX века являлся важным поставщиком материалов для производства железнодорожных рельсов в Великобритании.
В 1993 году в главной школе города произошел сильный пожар, практически полностью уничтоживший ее историческую часть.

## География
Город расположен в северо-восточном Дербишире, в живописной долине реки Дрон. С Дронфилдом соседствуют города Шеффилд и Честерфилд.

## Население
До Второй мировой войны в городе проживало 6 000 человек, после завершения боевых действий количество населения выросло до 21 000 человек, что практически без изменений сохранилось и по настоящее время.

## Спорт
Расположенный в Дронфилде стадион «Коуч энд Хорсес Граунд» общей вместимостью в 2089 зрителей, является домашней ареной для старейшего в мире футбольного клуба — «Шеффилда».
Помимо этого в городе существует арена для матчей по крикету.
Также в городе есть профессиональный регбийный клуб и крупный спорткомплекс.
Основанный в 1998 году футбольный клуб "Дронфилд Таун" выступает в одной из низших региональных лиг.

## Известные уроженцы
Гари Кэхилл — футболист, центральный защитник клуба Премьер-лиги «Кристал Пэлас», экс — игрок сборной Англии.
Рик Аллен — рок-музыкант, барабанщик группы Def Leppard.
Оливер Браун — снукерист.
Рой Гудолл — футболист, игрок клуба «Хаддерсфилд Таун», капитан сборной Англии.